# 鋯石

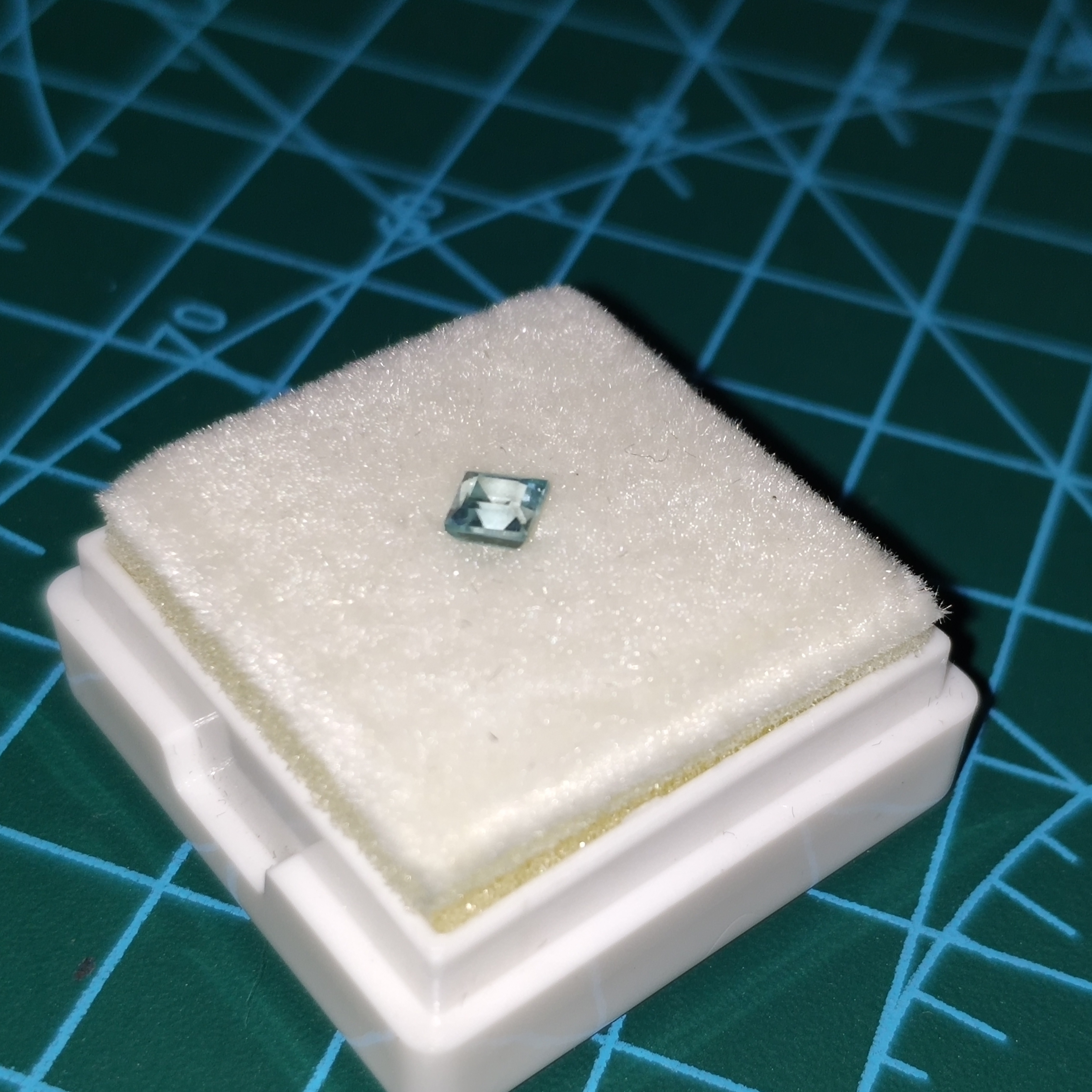
一块宝石级锆石

鋯石，是一種天然礦物，化學成份為矽酸鋯（Zirconium Silicate, ZrSiO4）。可含微量的铪、铁、锰、钙、铀、钍等成分。由于铀、钍等放射性元素的存在，可使锆石的结晶程度有不同程度的降低。锆石是一种硅酸盐矿物，它是提炼金属锆的主要矿石。锆石广泛存在于酸性火成岩，也产于变质岩和其他沉积物中。锆石的化学性质很稳定，所以在河流的砂砾中也可以见到宝石级的锆石。锆石有很多种，不同的锆石会有不同的颜色，如红、黄、橙、褐、绿或无色透明等等。经过切割后的宝石级锆石很像是钻石。锆石过去还被叫作锆英石或风信子石。锆石可以耐3,000℃以上的高温。一般首饰类耐高温度750℃-1,250℃。

## 字源
鋯石的英文字源來自波斯語：（zargun），字面意思為金色之光。這個單字由波斯文，成為阿拉伯语：（zarqun），被當成硃砂的名稱。後轉化為德語：，最終進入英文。
波斯語：（zargun）另外進入英文，成為，這是淡色或淡黃色鋯石的名稱。至於紅鋯石，其英文名稱為，來自風信子的希臘文名稱。

## 科學發現
經過科學家的檢測，在2001年1月11日從西澳大利亞傑克山地區的一個牧羊場的石頭中提取的微型鋯石晶體已經經歷了44億年的歲月，是地殼最古老的部分之一。
地質學家通過檢驗這塊石頭，確定了地殼至少於44億年前（4404±8百萬年前）就已經形成，僅僅在太陽系形成的1.6億年之後。
另外，科學家們還認為，這塊石頭的存在表明，早期的地球並不像許多科學家所認為的，是一個環境嚴酷的地方。它證明了地球曾經冷卻至適宜生命居住的溫度過。